# Championnat d'Europe des rallyes
Le Championnat d'Europe des rallyes (FIA European Rally Championship ou ERC) est une compétition de rallye automobile créée par la Fédération internationale de l'automobile (FIA) en 1953.

## Historique

### Les origines
Créé en 1953, il comporte alors dix épreuves, les quatre meilleurs résultats seuls étant retenus : les rallyes de Monte-Carlo, de Sestrières, de Tävemunde, de Lisbonne, des Tulipes (encore Gatsonides, qui ne sera pourtant pas le 1erchampion d'Europe), de la Coupe des Alpes, Vicking, du Soleil de Minuit (futur rallye de Suède en 1965, une fois devenu hivernal), Liège-Rome-Liège, et du RAC.
De 1953 à 1956, puis de 1958 à 1960, le Rallye Monte-Carlo compte ainsi pour le Championnat européen de Grand Tourisme, puis de 1961 à 1967, et de 1970 à 1972, il compte alors pour le « Championnat d'Europe des rallyes ». En 1962 il devient pur rallye de performance, car au seuil des années 1960 les épreuves de régularité cèdent progressivement la place aux courses sur routes fermées avec tronçons de liaisons ouvertes. Le terme de « Grand Tourisme » -et la domination allemande- disparaissent ainsi. Durant les années 1960 la saison la plus dense est 1967 avec ses groupes 1, 2 et 3 individualisés, et avec quinze épreuves inscrites au programme (contre six à peine quatre ans plus tôt en 1963 pour le second couronnement d'Andersson). En 1970 le chiffre passe brusquement à vingt-deux rallyes, et en 1972 il est de vingt-quatre.
Jusqu'en 2003, plus d'une quarantaine de rallyes annuels se voient désormais attribuer des coefficients multiplicateurs du nombre de points acquis aux classements des courses : de 1974 aux années 1980 de un à quatre, puis de un à vingt, bien que jusqu'alors aucun titre n'ait été attribué sans au moins un coefficient majeur. L'augmentation du gradient est censé inciter les pilotes à ne pas disputer en majorité des rallyes de proximité, ce qui favorisera finalement plus la notoriété des courses que celle des participants. En 2004 seule la douzaine d'évènements aux anciens coefficients 20 sont retenus pour le championnat continental, les autres étant répartis en coupes de zones.
Les pilotes germaniques remportent dix des douze premières éditions (la répartition géographique des courses leur étant favorable), puis les Suédois placent cinq des leurs dans les sept suivantes, et enfin les italiens acquièrent vingt-trois des quarante deux dernières (2012 incluse). Les transalpins comptent quatre double champions et un triple, tous leurs titres étant obtenus durant les deux derniers tiers du championnat. Ces trois nations réunies ont acquis 60 % des distinctions. Suédois et finlandais ont été absents de l'accession au titre durant plus de quarante ans, jusqu'à l'avènement de Juho Hänninen.

### 2013: fusion avec l'Intercontinental Rally Challenge
À compter de 2013, l'ERC fusionne avec l'Intercontinental Rally Challenge. Eurosport Events, filiale du Groupe Eurosport, a pris en charge son organisation et sa promotion pour une décennie complète.
Le nouveau championnat d’Europe est bâti sur les fondements de la série européenne d'après-guerre et les cendres de l’Intercontinental Rally Challenge organisé depuis 2006. Le Championnat d’Europe des Rallyes FIA est régi par le règlement sportif Régional Rally Championship de la Fédération Internationale de l’Automobile (FIA). Il est réservé aux véhicules RRC, S2000, Groupe N, A et R, et les pilotes doivent y être inscrit de façon régulière pour être classés, afin d'éviter sa dévalorisation par quelque francs-tireurs locaux.
Avec cette nouvelle formule, trois catégories différentes sont créées, un championnat d'Europe classique (ERC), un championnat deux roues motrices (ERC 2WD) et une coupe pour les voitures de production (ERC Production CUP). Dans chaque catégorie un titre pilote, copilote et par équipe est attribué. Une Coupe des Dames (ERC Ladie's Trophy) est créé pour la nouvelle version du championnat.
En 2014, naissent les trois ERC Masters Trophy : l'ERC Winter Challenge (ou Ice Master) mini-série, censés regrouper trois rallyes disputés en hiver jusqu'au 1er mars (Jänner, Liepāja-Ventspils, et Sibiu -ce dernier étant exceptionnellement reporté sur asphalte en novembre 2014, pour rigueur climatique exceptionnelle dans les Carpathes, avant d'être finalement annulé pour disparaître du calendrier la saison suivante-), l'ERC Asphalt Challenge (ou Asphalt  Master) mini-série, qui regroupe cinq rallyes (Irlande, Ypres, Tchéquie, Valais et Corse), et l'ERC Terre Challenge (ou Gravel Master) mini-série, qui regroupe quatre rallyes alternés avec les précédents de mars à octobre (Acropole, Açores, Estonie et Chypre).
En 2014 nait également un Championnat d'Europe FIA junior (ou Junior European Rally Championship, le J-ERC). Sept courses sont retenues à son programme, en Lettonie, Irlande, Açores, Ypres, Tchéquie, Valais et Corse, et cette compétition interne est réservée à de jeunes pilotes sur des voitures du Groupe R2, sans marque attitrée.
Pour 2015, trois épreuves (Ypres, Valais et Corse) sont concernées (avec deux autres courses du WRC) pour l'organisation de la première Coupe FIA R-GT, relative aux voitures de Grand Tourisme (du Groupe RGT), mais le rallye valaisan y perd pour la suisse sa cotation européenne attribuée depuis sa création en 1979. Les catégories sont renommées ERC 1 (pour les voitures des groupes S2000, R5, et RRC à leur dernière année de présence), ERC 2 (pour les productions R4, anciennement N4), et ERC 3 (pour les R1, R2 et R3).

## Palmarès

### Depuis la fusion avec l'Intercontinental Rally Challenge
| Saison |                          | Championnat pilotes         | Championnat pilotes |                      | Championnat copilotes        | Championnat copilotes              |                      | Championnat équipes  | Championnat équipes |  |                |
| Saison | Pilote                   | (Voiture)                   | Copilote            | (Pilote)             | Équipe                       | (Voiture)                          |                      |                      |                     |  |                |
| 2024   | Hayden Paddon (2)        | Hyundai i20 N Rally2 (en)   | John Kennard        | Hayden Paddon        | BRC Racing Team (en)         | Hyundai i20 N Rally2               |                      |                      |                     |  |                |
| 2023   | Hayden Paddon            | Hyundai i20 N Rally2        | John Kennard        | Hayden Paddon        |                              |                                    |                      |                      |                     |  |                |
| 2022   | Efrén Llarena (en)       | Škoda Fabia Rally2 evo (en) | Sara Fernández      | Efrén Llarena        | Team MRF Tyres               | Škoda Fabia Rally2 evo             |                      |                      |                     |  |                |
| 2021   | Andreas Mikkelsen        | Škoda Fabia Rally2 evo      | Sara Fernández      | Efrén Llarena        | Toksport WRT (en)            | Škoda Fabia Rally2 evo             |                      |                      |                     |  |                |
| 2020   | Alexey Lukyanuk (en) (2) | Citroën C3 R5 (en)          | Dmitriy Eremeev     | Alexey Lukyanuk      | Rally Team Spain             | Citroën C3 R5 / Peugeot 208 Rally4 |                      |                      |                     |  |                |
| 2019   | Chris Ingram (en)        | Škoda Fabia R5 (en)         | Ross Whittock       | Chris Ingram         | Saintéloc Junior Team        | Citroën C3 R5 / Peugeot 208 R2     |                      |                      |                     |  |                |
| 2018   | Alexey Lukyanuk          | Ford Fiesta R5              | Alexey Arnautov     | Alexey Lukyanuk      | ADAC Opel Rallye Junior Team | Opel Adam R2                       |                      |                      |                     |  |                |
| 2017   | Kajetan Kajetanowicz (3) | Ford Fiesta R5              | Jaroslaw Baran (3)  | Kajetan Kajetanowicz | Lotos Rally Team             | Ford Fiesta R5                     |                      |                      |                     |  |                |
| 2016   | Kajetan Kajetanowicz     | Ford Fiesta R5              | Jaroslaw Baran      | Kajetan Kajetanowicz | Lotos Rally Team             | Ford Fiesta R5                     | Ice Master           |                      | Gravel Master       |  | Asphalt Master |
| 2015   | Kajetan Kajetanowicz     | Ford Fiesta R5              | Jaroslaw Baran      | Kajetan Kajetanowicz | -                            | -                                  | Kajetan Kajetanowicz | Kajetan Kajetanowicz | Craig Breen         |  |                |
| 2014   | Esapekka Lappi           | Škoda Fabia S2000           | Janne Ferm (en)     | Esapekka Lappi       | Škoda Motorsport             | Škoda Fabia S2000                  | Robert Kubica        | Kajetan Kajetanowicz | Esapekka Lappi      |  |                |
| 2013   | Jan Kopecký              | Škoda Fabia S2000           | Pavel Dresler       | Jan Kopecký          | GPD MIT METAL Racing team    | Škoda Fabia S2000                  |                      |                      |                     |  |                |

(° véhicules FIA ERC1 à compter de 2015)

### Championnat d'Europe des rallyes de 1961 à 2012

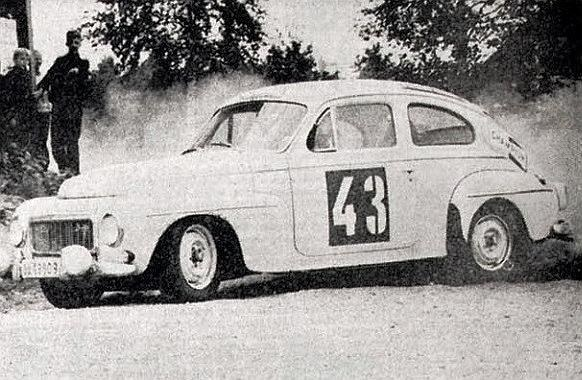
La Volvo PV544 (ici aux mains de Tom Trana), triple championne d'Europe, en 1958, 1963 et 1964.

| Saison   | Saison | Championnat pilotes             | Championnat pilotes                                    |
| Saison   | Saison | Champion                        | Voiture                                                |
| -------- | ------ | ------------------------------- | ------------------------------------------------------ |
| 2012     | 2012   | Juho Hänninen                   | Škoda Fabia S2000                                      |
| 2011     | 2011   | Luca Rossetti (3)               | Abarth Grande Punto S2000 (9)                          |
| 2010     | 2010   | Luca Rossetti (2)               | Abarth Grande Punto S2000                              |
| 2009     | 2009   | Giandomenico Basso (2)          | Abarth Grande Punto S2000                              |
| 2008     | 2008   | Luca Rossetti                   | Peugeot 207 S2000 (3)                                  |
| 2007     | 2007   | Simon Jean-Joseph (2)           | Citroën C2 S1600 Citroën C2 R2 (2)                     |
| 2006     | 2006   | Giandomenico Basso              | Abarth Grande Punto S2000                              |
| 2005     | 2005   | Renato Travaglia (2)            | Mitsubishi Lancer Evolution VII Renault Clio S1600 (2) |
| 2004     | 2004   | Simon Jean-Joseph               | Renault Clio S1600 (2)                                 |
| 2003     | 2003   | Bruno Thiry                     | Peugeot 206 WRC                                        |
| 2002     | 2002   | Renato Travaglia                | Peugeot 206 WRC                                        |
| 2001     | 2001   | Armin Kremer                    | Toyota Corolla WRC (4)                                 |
| 2000     | 2000   | Henrik Lundgaard                | Toyota Corolla WRC                                     |
| 1999     | 1999   | Enrico Bertone (2)              | Renault Maxi Megane                                    |
| 1998     | 1998   | Andrea Navarra (2)              | Subaru Impreza 555 (2)                                 |
| 1997     | 1997   | Krzysztof Hołowczyc             | Subaru Impreza 555                                     |
| 1996     | 1996   | Armin Schwarz                   | Toyota Celica GT-Four                                  |
| 1995     | 1995   | Enrico Bertone                  | Toyota Celica Turbo 4WD                                |
| 1994     | 1994   | Patrick Snijers                 | Ford Escort RS Cosworth (2)                            |
| 1993     | 1993   | Pierre-César Baroni             | Lancia Delta Integrale HF 16V Ford Escort RS Cosworth  |
| 1992     | 1992   | Erwin Weber                     | Mitsubishi Galant VR-4                                 |
| 1991     | 1991   | Piero Liatti                    | Lancia Delta Integrale 16v                             |
| 1990     | 1990   | Robert Droogmans                | Lancia Delta Integrale 16v                             |
| 1989     | 1989   | Yves Loubet                     | Lancia Delta Integrale                                 |
| 1988     | 1988   | Fabrizio Tabaton (2)            | Lancia Delta HF 4WD Lancia Delta Integrale             |
| 1987     | 1987   | Dario Cerrato (2)               | Lancia Delta HF 4WD                                    |
| 1986     | 1986   | Fabrizio Tabaton                | Lancia Delta S4                                        |
| 1985     | 1985   | Dario Cerrato                   | Lancia Rally 037                                       |
| 1984     | 1984   | Carlo Capone                    | Lancia Rally 037                                       |
| 1983     | 1983   | Massimo Biasion (dit « Miki' ») | Lancia Rally 037                                       |
| 1982     | 1982   | Antonio Fassina (dit « Tony »)  | Opel Ascona 400 (5)                                    |
| 1981     | 1981   | Adartico Vudafieri              | Fiat 131 Abarth                                        |
| 1980     | 1980   | Antonio Zanini                  | Porsche 911 SC (8) Ford Escort RS1800                  |
| 1979     | 1979   | Jochi Kleint                    | Opel Ascona B Opel Kadett GT/E                         |
| 1978     | 1978   | Tony Carello                    | Lancia Stratos HF                                      |
| 1977     | 1977   | Bernard Darniche (2)            | Lancia Stratos HF                                      |
| 1976     | 1976   | Bernard Darniche                | Lancia Stratos HF                                      |
| 1975     | 1975   | Maurizio Verini                 | Fiat 124 Abarth Rally                                  |
| 1974     | 1974   | Walter Röhrl                    | Opel Ascona A                                          |
| 1973     | 1973   | Sandro Munari                   | Lancia Fulvia 1.6 Coupé HF                             |
| 1972     | 1972   | Raffaele Pinto (dit Lele)       | Fiat 124 Abarth Sport Spyder                           |
| 1971     | 1971   | Sobieslaw Zasada (3)            | BMW 2002 TI                                            |
| 1970     | 1970   | Jean-Claude Andruet             | Alpine A110 1600                                       |
| 1969     | 1969   | Harry Källström                 | Lancia Fulvia Coupé 1.3 HF Lancia Fulvia 1.6 Coupé HF  |
| 1968     | 1968   | Pauli Toivonen                  | Porsche 911 T                                          |
| 1967     | G1     | Sobieslaw Zasada                | Porsche 911 S Porsche 912                              |
| 1967     | G2     | Bengt Söderström                | Lotus Cortina                                          |
| 1967     | G3     | Vic Elford                      | Porsche 911 S                                          |
| 1966     | G1     | Lillebror Nasenius              | Opel Rekord                                            |
| 1966     | G2     | Sobieslaw Zasada                | BMC Mini Cooper S (2) Steyr-Puch 650 TR                |
| 1966     | G3     | Günter Klass                    | Porsche 911                                            |
| 1965     | 1965   | Rauno Aaltonen                  | BMC Mini Cooper S                                      |
| 1964     | 1964   | Tom Trana                       | Volvo PV544 S (3)                                      |
| 1963     | 1963   | Gunnar Andersson (2)            | Volvo 122 S Volvo PV544                                |
| 1962     | 1962   | Eugen Böhringer                 | Mercedes-Benz 220 SE (4)                               |
| 1961     | 1961   | Hans-Joachim Walter             | Porsche 356 Carrera Coupé                              |
| Sources, |        |                                 |                                                        |

### Championnat européen de Grand Tourisme
| Saison | Saison | Championnat pilotes | Championnat pilotes                    |
| Saison | Saison | Champion            | Voiture                                |
| ------ | ------ | ------------------- | -------------------------------------- |
| 1960   | 1960   | Walter Schock (2)   | Mercedes-Benz 220 SE                   |
| 1959   | 1959   | Paul Coltelloni     | Alfa Romeo Giulietta TI Citroën ID 19  |
| 1958   | 1958   | Gunnar Andersson    | Volvo PV444 Volvo PV544                |
| 1957   | 1957   | Ruprecht Hopfen     | Borgward Saab 93                       |
| 1956   | 1956   | Walter Schock       | Mercedes-Benz 220 Mercedes-Benz 300 SL |
| 1955   | 1955   | Werner Engel        | Mercedes-Benz 300 SL                   |
| 1954   | 1954   | Walter Schlüter     | DKW 1000                               |
| 1953   | 1953   | Helmut Polensky     | Porsche 356 Coupé Fiat 1100            |

Soit par pilotes et par constructeur :
- 16
  -  Lancia
- 9
  -  Fiat
- 8
  -  Porsche
- 5
  -  Opel
- 4
  -  Mercedes,  Toyota
- 3
  -  Luca Rossetti,  Sobieslaw Zasada
  -  Volvo,  Peugeot,  Ford
- 2
  -  Giandomenico Basso, Renato Travaglia, Enrico Bertone, Andrea Navarra, Dario Cerrato
  -  Simon Jean-Joseph, Bernard Darniche
  -  Walter Schock,  Gunnar Andersson
  -  BMC,  Subaru, Mitsubishi,  Citroën, Renault,  Skoda

## Galerie photos

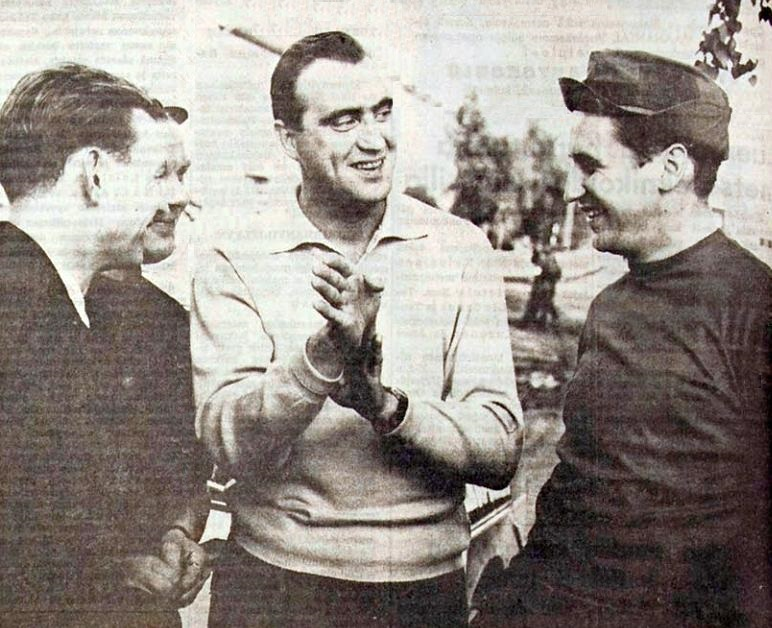
Le champion 1965 Rauno Aaltonen, le futur champion 1968 Pauli Toivonen, et Timo Mäkinen (rallye des 1 000 lacs 1965).
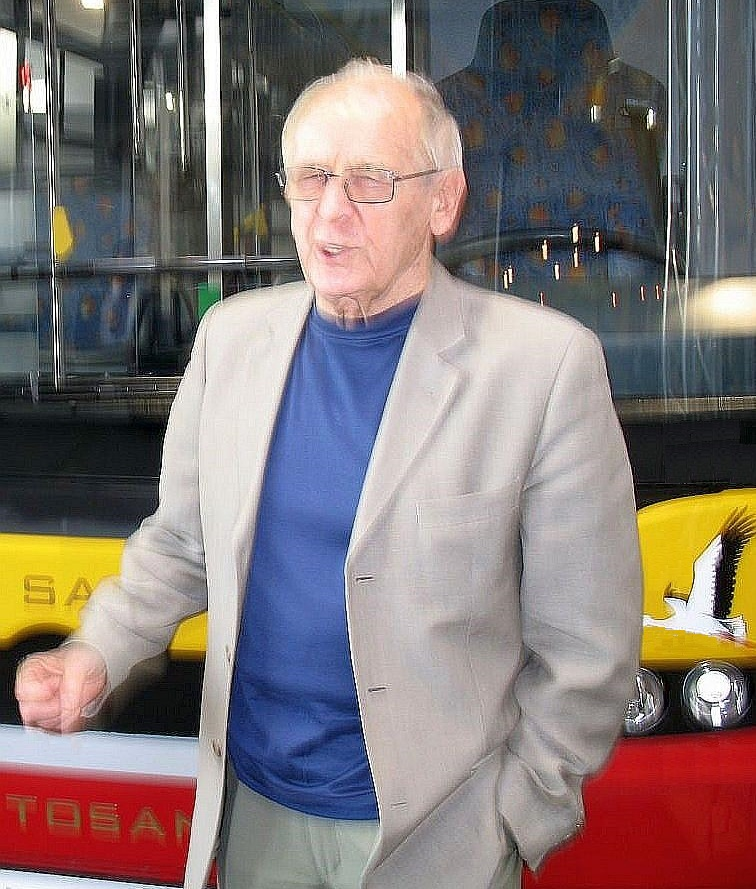
Le triple champion d'Europe Sobiesław Zasada (1966, 1967 et 1971);
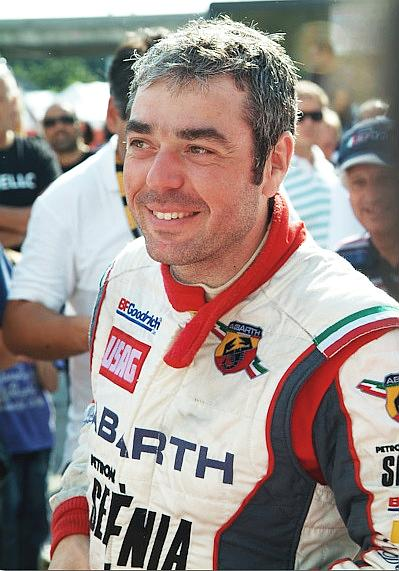
Le triple champion d'Europe Lucas Rossetti (2008, 2010 et 2011);
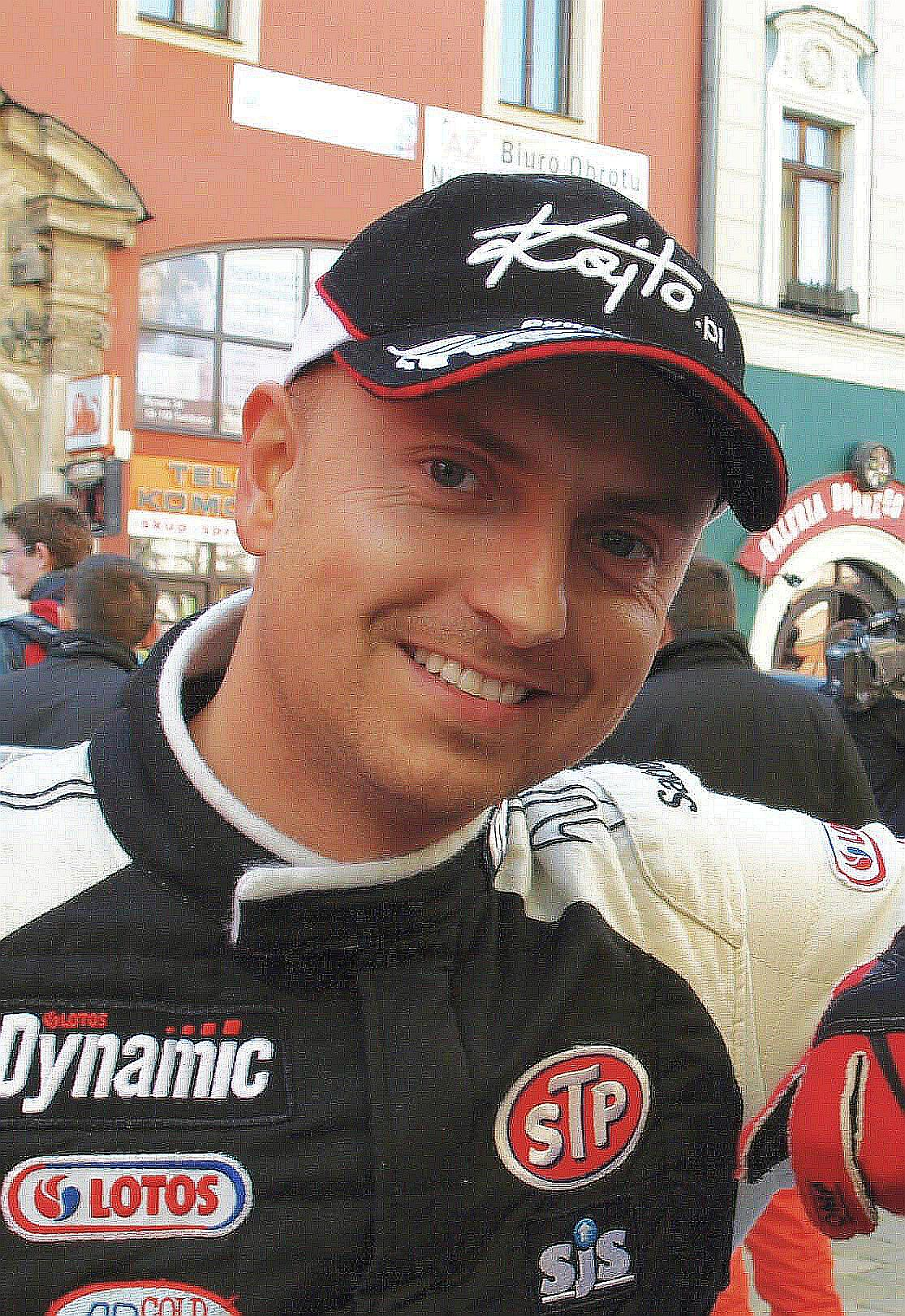
Le triple champion d'Europe consécutif Kajetan Kajetanowicz (2015, 2016 et 2017).

## Championnat d'Europe des marques
Il est officialisé en 1968 (European Championship for Manufacturers, ou ECM) par la Commission Sportive Internationale (CSI) de la FIA. Sur les dix-sept courses de l'année 1967, sept comptent en 1968 pour le championnat des pilotes (rogné, avec un seul pilote titré désormais), et dix pour le nouveau championnat des constructeurs. En 1969, les épreuves du championnat des pilotes deviennent celles des marques (7), et inversement (10). L'objectif affiché est d'attirer plus d'industriels du monde de l'automobile.
Lauréats (avec Bengt Söderström, Roger Clark et Ove Andersson pour pilotes officiels continentaux, épaulés ponctuellement par Hannu Mikkola -engagé en 1969- et Gilbert Staepelaere):
- 1968 :  Ford Europe (Ford Cortina Lotus -3e au RAC, 4e au RAC et au Rallye de Suède-, et Ford Escort Twin Cam -victoires au Rallye alpin d'Autriche, Rallye des Tulipes, Rallye de l'Acropole et Rallye des 1000 lacs-) ;
- 1969 :  Ford Europe (Ford Escort Twin Cam -victoires au Rallye alpin d'Autriche, Rallye des Tulipes, Rallye des 1000 lacs et Vltava-).

En 1970, le championnat devient mondial, car il cède la place au Championnat international des marques (CIM), qui ne connaîtra que 3 éditions avant de laisser à son tour la place au championnat du monde des rallyes WRC en 1973.

## Coupe d'Europe FIA des conducteurs catégorie Formule 2
De 1995 à 2001 a été attribuée une coupe européenne pour les pilotes de véhicules à moteurs 2L.
| Année | Pilote         | Voiture               |
| ----- | -------------- | --------------------- |
| 2001  | Enrico Bertone | Peugeot 306 Maxi      |
| 2000  | Bruno Thiry    | Citroën Xsara Kit-Car |
| 1999  | Enrico Bertone | Renault Maxi Mégane   |
| 1998  | Emil Triner    | Škoda Octavia Kit Car |
| 1997  | Nejat Avci     | Renault Maxi Mégane   |
| 1996  | Niko Burkart   | Nissan Sunny GTI      |
| 1995  | Yevgeni Vasin  | Opel Astra GSi 16V    |

Note : le Tchèque Emil Triner a aussi participé à vingt-cinq rallyes du WRC, de 1993 à 1999 ; le Turc Nejat Avci est le père de Yagiz Avci (cf. infra).

## Coupe d'Europe FIA des rallyes
(classements par zones; si - 2 (voire 3) pilotes ex æquo)
| Année | Coupe     | Pilote               |
| ----- | --------- | -------------------- |
| 2013  | ERC Cup   | Oleksandr Saliuk jr. |
| 2013  | Centre    | -                    |
| 2012  | Est       | Yağiz Avci           |
| 2012  | Centre    | Jan Kopecký          |
| 2012  | Sud-ouest | Andreas Mikkelsen    |
| 2011  | Est       | Dimitar Iliev        |
| 2011  | Centre    | Václav Pech jr.      |
| 2011  | Sud       | Juho Hänninen        |
| 2010  | Est       | Marco Tempestini     |
| 2010  | Centre    | Václav Pech jr.      |
| 2010  | Sud       | Kris Meeke           |
| 2009  | Est       | Marco Tempestini     |
| 2009  | Nord      | Andreas Mikkelsen    |
| 2009  | Sud       | -                    |
| 2008  | Centre    | Václav Pech jr       |
| 2008  | Est       | -                    |
| 2008  | Sud       | -                    |
| 2007  | Nord      | -                    |
| 2007  | Ouest     | -                    |
| 2007  | Est       | Dimitar Iliev        |
| 2007  | Centre    | Karel Trojan jr.     |
| 2006  | Nord      | -                    |
| 2006  | Ouest     | -                    |
| 2006  | Est       | Dimitar Iliev        |
| 2006  | Sud       | Miguel Fuster        |
| 2005  | Nord      | Oscar Svedlund       |
| 2005  | Ouest     | Piero Longhi         |
| 2005  | Est       | Jozef Béreš          |
| 2005  | Sud       | Krum Donchev         |
| 2004  | Nord      | Jukka Ketomäki       |
| 2004  | Ouest     | Enrique García Ojeda |
| 2004  | Est       | Josef Peták          |
| 2004  | Sud       | Andrea Navarra       |

Note : la Mitropa Cup est également toujours présente, disputée entre Allemagne, Tchéquie, Autriche, Italie, et Slovénie (autrefois aussi Pologne et ex-Yougoslavie).

### European Rally Trophy
- 2015 :  Murat Bostanci;
- 2014 :  Krum Donchev;
- 2012 :  Andreas Konrath.

## Coupe d'Europe FIA des dames
Un FIA ERC Ladie's Trophy est officiellement créé en 2012, pour la nouvelle version du championnat en 2013.

## Les français au championnat d'Europe

### Copilotes champions
- 1976 et 1977 : Alain Mahé.
- 1989 : Jean-Marc Andrié.
- 1996 : Denis Giraudet.
- 2004 et 2007 : Jack Boyère.

### Vice-champions d'Europe
- 1959 : Bernard Consten.
- 1960 : René Trautmann.
- 1963 : Henri Greder.
- 1977 : Michèle Mouton.
- 1980 : Bernard Béguin.
- 1981 : Jean-Claude Andruet.
- 1983 : Guy Fréquelin.
- 2013 : Bryan Bouffier.
- 2013 : Olivier Fournier (Production Cup of co-drivers, copilote de Germain Bonnefis 3e en Production cup of drivers)
- 2014 : Stéphane Lefebvre (2WD Cup of drivers, et son copilote Thomas Dubois)

### Championnes d'Europe
- 1959 : Annie Soisbault (pilote).
- 1970 : Michèle Véron (copilote).
- 1972 : Marie-Claude Charmasson (pilote).
- 1975 : Michèle Mouton (pilote).
- 1976 : Christine Dacremont (pilote).
- 1977 : Michèle Mouton (pilote).
- 1986 : Patricia Bertapelle (pilote).

## Records
| nº | Pilote             | Championnats | Années           |
| -- | ------------------ | ------------ | ---------------- |
| 1  | Sobieslaw Zasada   | 3            | 1966, 1967, 1971 |
| 1  | Luca Rossetti      | 3            | 2008, 2010, 2011 |
| 2  | Walter Schock      | 2            | 1956, 1960       |
| 2  | Gunnar Andersson   | 2            | 1958, 1963       |
| 2  | Bernard Darniche   | 2            | 1976, 1977       |
| 2  | Dario Cerrato      | 2            | 1985, 1987       |
| 2  | Fabrizio Tabaton   | 2            | 1986, 1988       |
| 2  | Enrico Bertone     | 2            | 1995, 1999       |
| 2  | Renato Travaglia   | 2            | 2002, 2005       |
| 2  | Simon Jean-Joseph  | 2            | 2004, 2007       |
| 2  | Giandomenico Basso | 2            | 2006, 2009       |

| nº | Pays        | Championnats |
| -- | ----------- | ------------ |
| 1  | Italie      | 23           |
| 2  | Allemagne   | 14           |
| 3  | France      | 8            |
| 4  | Suède       | 6            |
| 5  | Pologne     | 5            |
| 6  | Finlande    | 4            |
| 7  | Belgique    | 3            |
| 8  | Royaume-Uni | 1            |
| 8  | Espagne     | 1            |
| 8  | Danemark    | 1            |
| 8  | Tchéquie    | 1            |

## Remarques

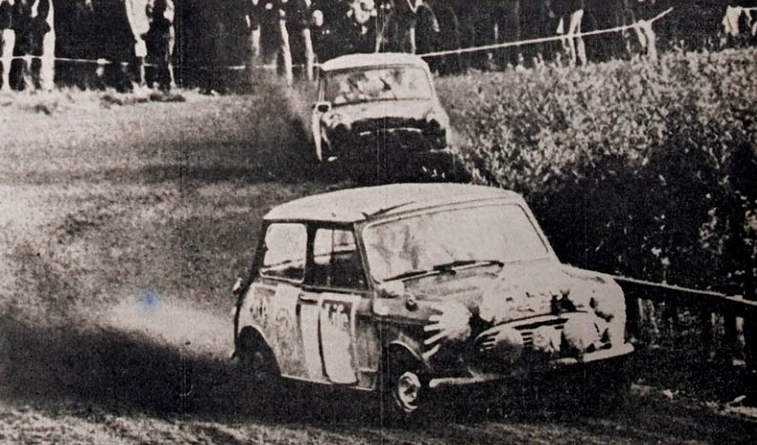
Timo Mäkinen et Rauno Aaltonen au rallye des 1000 lacs en 1965.

- Sandro Munari a été vainqueur de la coupe FIA des rallyes.
- Walter Röhrl a été champion du monde et d'Afrique des rallyes.
- Miki Biason a été champion du monde des rallyes.
- Armin Kremer a été champion d'Asie-Pacifique des rallyes.
- Giandomenico Basso et Juho Hänninen ont été vainqueurs du championnat IRC (avant fusion IRC/ERC).
- Sobiesław Zasada (cependant deux fois par Groupes, G2 puis G1) et Luca Rossetti sont les deux seuls triples champions d'Europe.
- Patrick Snijers a obtenu le plus de victoires, 44, comptabilisées en championnat d'Europe des rallyes (suivi loin derrière par Dario Cerrato, Robert Droogmans, et Giandomenico Basso -toujours en activité-, avec 26 succès chacun).
- Bernard Darniche et Bernard Béguin sont les français ayant obtenu le plus de victoires, 19, en championnat d'Europe des rallyes.
- Bernard Darniche a remporté 37 victoires pour son propre titre national.
- Bernard Darniche et Simon Jean-Joseph sont les deux français double champions d'Europe.
- Jean-Claude Andruet (33 victoires nationales en D1, 17 victoires européennes) avait une copilote féminine en 1970, Michèle Véron.
- Andrea Navarra a épousé Simona Fedeli, sa copilote.
- Juan Manuel Fangio était le parrain du fils de Werner Engel.

## Rallyes du championnat par pays
(plus de 130, hors coupes centre et sud-ouest) 
- Rallye de Saint-Marin
- Rallye SanRemo
- Rallye Targa Florio
- Rallye des 1000 Mille
- Rallye Adriatique
- Rallye Costa Smeralda
- Rallye du Frioul et des Alpes orientales
- Rallye de l'île d'Elbe
- Rallye de Cestrière
- Rallye des Abruzzes
- Rallye de la laine
- Rallye de Piancavallo
- Rallye d'Isola Elba
- Rallye San Martino di Castroza
- Rallye du Ciocco et de la vallée du Serchio
- Rallye des 4 Régions
- Rallye du Salento
- Rallye de Messine
- Rallye d'Aoste
- Rallye Valleo
- Coupe des Alpes
- Critérium des Alpes
- Rallye Alpin-Behra (Grasse-Alpin)
- Rallye de Lorraine
- Tour de France automobile
- Ronde de la Giraglia
- Rallye d'Antibes-Côte d'Azur
- Rallye des Garrigues (Ronde Cévenole)
- Rallye du Var
- Rallye Paris Saint-Raphaël (féminin)
- Rallye de la Chataîgne[18]
- Rallye du Mont-Blanc
- Rallye Lyon-Charbonnières
- Ronde Limousine
- Rallye Alsace-Vosges
- Rallye du Rouergue
- Tour de Corse
- Rallye ELPA d'Espagne
- Rallye de Catalogne
- Rallye Costa Brava
- Rallye Costa Blanca
- Rallye de Sierra Morena-Andalousie
- Rallye de Palafrugell-Gérone
- Rallye des Asturies
- Rallye de La Corogne
- Rallye de Madrid
- Rallye Valeo
- Rallye Firestone
- Rallye CS (Pays Basque, ex Firestone)
- Rally de Maspalomas
- Rallye de Orense
- Rallye Sol d'Alicante
- Rallye Villa de Adeje Tenerife
- Rallye des îles Canaries (El Cortes Inglès)
- Rallye du Danube, ou Rallye des trois Cîtés (Munich-Vienne-Budapest)
- Rallye Andernach-Nurbürgring-Saint Amand-Les Eaux
- Rallye d'Allemagne
- Rallye de Sarre
- Rallye de Hesse
- Rallye du Hunsrück
- Rallye du Taurus
- Rallye de Nürburg
- Rallye de Travemünde
- Rallye de Wiesbaden
- Rallye de Basse-Saxe
- Rallye du West-Brabant
- Rallye du Nordland
- Rallye Pneumant
- Rallye de Pologne
- Rallye de Varsovie
- Rallye de Cracovie
- Rallye de Karkonoski
- Rallye de Velenje
- Rallye Kormoran
- Rallye Elmot
- Rallye Wisły
- Rallye de Košice
- Rallye Nikon
- Rallye Liège-Rome-Liège
- Rallye Liège-Sofia-Liège (id. supra)
- Boucles de Spa
- Rallye d'Ypres
- Rallye du Condroz-Huy
- Rallye des Hautes-Fagnes
- Rallye van Haspengouw
- Tour de Belgique
- Critérium Lucien Bianchi
- Rallye du Portugal
- Rallye de Lisbonne
- Rallye des Açores
- Rallye de Madère
- Rallye d'Algarve
- Tour du Portugal
- Rallye du centre du Portugal
- Rallye Route du Soleil
- Rallye de Tchécoslovaquie
- Rallye de Tchéquie
- Rallye de Bohème
- Rallye Vlatva
- Rallye Šumava
- Rallye Púchov (coupe zone est)
- Rallye du Soleil de minuit
- Rallye des Vikings
- Rallye Jämt
- Rallye du Sud de la Suède
- Rallye polaire Bergslag
- Rallye des Neiges
- Rallye de l'Acropole
- Rallye Halkidikis
- Rallye Saturnus
- Rallye Achia Elpa
- Rallye EKO (d'Egio)
- Rallye Hermes-Dodonis
- Rallye autrichien des Alpes
- Rallye de Janvier
- Rallye Semperit
- Rallye des Karawanken
- Rallye Waldviertel
- Rallye Zlatni Sliven (de Bulgarie)
- Rallye Hebros
- Rallye Sliven
- Rallye Vida
- Rallye de Genève
- Rallye du Valais
- Rallye de Lugano
- Circuit d'Irlande
- Rallye de Galway
- Rallye Cork 20
- Rallye du Bosphore
- Rallye Günaydin
- Rallye Fiat
- Rallye Monte-Carlo
- Rallye de Méditerranée
- Rallye des 1 000 lacs
- Rallye Arctique
- Rallye des Tulipes
- Rallye d'Hellendoorn
- Rallye de Chypre
- Rallye Troodos
- Rallye Mikona
- Rallye Matador
- Rallye de Sibiu
- Rallye Taurus
- Rallye YU
- Rallye INA Delta
- Rallye Liepāja-Ventspils
- Rallye Kurzeme
- Rallye de Grande-Bretagne
- Rallye du Pays de Galles
- Rallye de l'île de Man
- Rallye d'Écosse
- Rallye du Luxembourg
- Rallye Finnskog
- Rallye de Roumanie
- Rallye de Croatie
- Rallye de Georgie
- Rallye de Košice (coupe zone est)
- Rallye de Serbie (coupe zone est)
- Rallye de Novorossiysk (coupe zone est)
- Rallye de Yalta (coupe zone est)
- Rallye des Pays Baltes

(Coefficients attribuables: 1 - 2 - 3 - 4 - 5 - 10 - 20)

## Championnat d'Europe des rallyes sportifs historiques de la FIA
En 2009 est mise sur pied la première organisation de cette compétition (FIA European Historic Sporting Rally Championship), qui regroupe désormais une douzaine d'épreuves annuellement au sein de l'Union européenne.

### Épreuves tour à tour retenues
- Historic San Marino Rally
- Rally Alpi Orientali Historic
- Sanremo Rally Storico
- Rally Elba Storico
- Rally de España Histórico
- Rally Costa Brava-Girona
- Rally Costa Brava
- Rally of Asturias
- Historic Vltava Rallye
- Rally Bohemia Historic
- Mecsek Rallye
- Ypres Historic Rally
- Rally auto 24 Estonia
- Lahti Historic Rally
- Historic Acropolis Rally
- Rallye Historique du Var (2012)
- International Rally of the Lake

Note : en 2013, trois des treize épreuves du programme se déroulent en Italie : Sanremo, Alpi Orientali, et Elba.

### Palmarès
Team trophy (équipes) : 
- 2013 :  Rally Club Sandro Munari ;
- 2014 :  Historic Rally Club Finland ;
- 2015 :  Rododendri Historic Rally (2e Historic Rally Club Finland).

| Année | Catégoríes | Pilote                  | Copilote             |
| ----- | ---------- | ----------------------- | -------------------- |
| 2015  | 1          | Sverre Norrgard         | Giuseppe D'angelo    |
| 2015  | 2          | Mats Myrsell (3)        | Esko Junttila        |
| 2015  | 3          | Carlo Marenzana         | Luca Beltrame        |
| 2015  | 4          | « Pedro » (3)           | Emmanuele Baldaccini |
| 2014  | 1          | Luigi Zampaglione       | Roberto Consiglio    |
| 2014  | 2          | Lucio Da Zanche         | Giulio Oberti        |
| 2014  | 3          | Karl Wagner             | Gerda Zauner         |
| 2014  | 4          | Luigi Battistolli       | Fabrizia Pons        |
| 2013  | 1          | Luigi Zampaglione       | Karl-Erik Magnusson  |
| 2013  | 2          | Mats Myrsell            | Esko Junttila        |
| 2013  | 3          | Karl Wagner             | Gerda Zauner         |
| 2013  | 4          | « Pedro »               | Erik Pedersen        |
| 2012  | 1          | Antonio Parisi          | Giuseppe D'angelo    |
| 2012  | 2          | Mats Myrsell            | Esko Junttila        |
| 2012  | 3          | Ernst Harrach           | Leopold Welsersheimb |
| 2012  | 4          | « Pedro »               | Erik Pedersen        |
| 2011  | 1          | Alar Hermanson          | Roberto Brea         |
| 2011  | 2          | Miroslav Janota         | Pavel Dresler        |
| 2011  | 3          | Enrico Brazzoli         | Ross Forde           |
| 2010  | 1          | Wolfgang Pfeiffer       | Ulli Windt           |
| 2010  | 2          | Valter Christian Jensen | Erik Pedersen        |
| 2010  | 3          | Pierangelo Rossi        | Luca Beltrame        |
| 2009  | 1          | Antonio Parisi          | Giuseppe D'Angelo    |
| 2009  | 2          | Valter Christian Jensen | Erik Pedersen        |
| 2009  | 3          | Enrico Brazzoli         | Paola Valmassoi      |

- Catégorie 1 : voitures de 1931 à 1957 et voitures de Tourisme et de Grand Tourisme de 1958 à 1969.
- Catégorie 2 : voitures de Tourisme (T), de Tourisme de Compétition (CT), de Grand Tourisme (GT), et de Grand Tourisme de Compétition (GTS) des Groupes 1, 2, 3 et 4 de 1970 à 1975.
- Catégorie 3 : les mêmes de 1976 à 1981.
- Catégorie 4 : les mêmes de 1982 à 1985.

## Identité visuelle

Logos
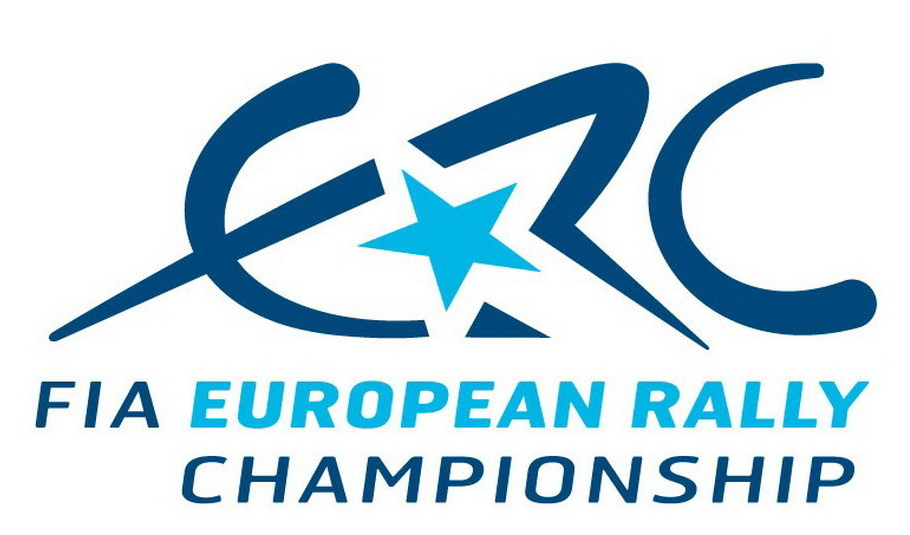
Logo ERC 2013
Logo ERC 2022